# Nebulah Knowles
Nebulah Knowles es una drag queen peruana, y una de las artistas más reconocidas de la escena drag nacional.

## Primeros años y formación
Tras completar su educación secundaria Kowles estudió una carrera universitaria de Administración bancaria, que nunca llegó a emplear. Una vez completada su carrera dio el salto al mundo del baile, estudiando ballet clásico durante seis meses y posteriormente ballet contemporáneo durante tres años.

## Carrera
Nebulah comenzó su carrera en el drag en 2012, habiendo bailado antes para otras drags de la escena local. Entre sus principales referentes cita a las drag queens españolas, especialmente de las islas Canarias, así como a divas de la música pop como Beyoncé y Britney Spears. Se destaca por su experiencia en la danza profesional y la incorporación de sus conocimientos en sus espectáculos.
En 2016 fue una de las encargadas junto con Egocéntrika de conducir el concurso drag Reina Drag 2016.
En 2021 apareció en la televisión peruana, siendo una de las acompañantes de la actriz y artista Anahí de Cárdenas en su espectáculo para el programa El artista del año de América Televisión, en el que actuó también junto a las reconocidas drag queens Georgia Hart, Brit de Rapert y Tany de la Riva. Un año más tarde, en 2022, tuvo una aparición especial en la película ¿Nos casamos? Sí, mi amor, dirigida por Pedro Flores Maldonado, en la que interpretó a una de las damas de honor de la boda.

## Filmografía

### Televisión
- El artista del año (2021)

### Películas
- ¿Nos casamos? Sí, mi amor (2023)